# Godzilla – Duell der Megasaurier
Godzilla – Duell der Megasaurier (jap. ゴジラvsキングギドラ, Gojira tai Kingu Ghidora, dt. „Godzilla gegen King Ghidorah“) ist ein Monsterfilm (Kaijū Eiga) der japanischen Tōhō-Studios aus dem Jahr 1991. In diesem 18. Godzillafilm führte wie zuvor bei Godzilla, der Urgigant der japanische Regisseur Kazuki Omori Regie.
Der Film war in Japan ein großer Erfolg und spielte etwa elf Millionen US-Dollar ein. Er erhielt außerdem 1992 bei den Japanese Academy Awards einen Special Award für seine Spezialeffekte. Der Film startete am 7. Januar 1993 in den deutschen Kinos.

## Handlung
Im Jahr 1992 taucht plötzlich ein unbekanntes Flugobjekt über Japan auf. Schnell gehen die Behörden davon aus, dass es sich um ein Raumschiff handelt. Doch es ist kein Raumschiff, sondern eine Zeitmaschine aus dem Jahr 2204. Die Insassen des Fluggerätes, die es „Mutter“ nennen, haben ein Ziel: Ins Jahr 1944 reisen und einen Saurier auf der Insel Ragos an einen anderen Ort ohne nukleare Strahlung hinteleportieren, denn der Saurier wird durch die späteren Atomtests der Amerikaner zu Godzilla. Das Team besteht aus dem Autor Kenichiro Terasawa, einem Paläontologen, dem telepathisch begabten Mädchen Miki Saegusa, der Futuristin Emi Kano sowie dem Androiden M11.
Im Rahmen einer Zeitreise, begeben sie sich auf die Insel Ragos, mitten im Zweiten Weltkrieg. Die auf der Insel stationierten japanischen Truppen haben keine Chance gegen die Amerikaner, die sich schnell ins Inselinnere kämpfen. Doch in letzter Sekunde kommt ein gewaltiges Geschöpf aus dem Wald, um seine Insel zu beschützen – ein Saurier. Die an Land gekommenen Amerikaner haben keine Chance gegen das Tier, doch als es sich dem Strand nähert, wird es mit einer gewaltigen Kanonade der amerikanischen Kriegsschiffe beschossen. Verletzt zieht es sich in den Wald zurück. Davon ausgehend, dass der Saurier tot ist, halten die japanischen Truppen einen Appell, da sie denken, das Tier habe sie beschützt.
Das Team teleportiert danach den angeblich toten Saurier in die Beringsee. Doch taucht das Problem auf, dass anstatt Godzilla nun King Ghidorah die japanischen Städte vernichtet. Emi erkennt sofort, dass es sich dabei um einen finsteren Plan der anderen Zukunftsreisenden handelt, um Japan nach ihren Wünschen zu regieren.
Doch weil inzwischen fast überall auf der Welt nukleare Energie zu finden ist, ist Godzilla doch wieder zum Leben erwacht. Sofort schicken die Zukunftsleute King Ghidorah zu Godzilla, um ihn zu bekämpfen, doch Godzilla besiegt King Ghidorah und mit ihm gleich die Zukunftsleute. Jetzt haben die Japaner King Ghidorah los, doch dauert es nicht lange, bis Godzilla Sapporo zerstört hat.
Emi hat einen Plan: Sie reist in die Zukunft, um mit ihrer Technik King Ghidorah wieder kampfbereit zu machen. In der Vergangenheit zurückgekehrt, kämpft sie nun mit Mecha-King Ghidorah gegen Godzilla. Nach einem harten Kampf siegt Emi schließlich über Godzilla, indem sie ihn mit King Ghidorah in Richtung Meer fliegt und dort mit Ghidorah zusammen abstürzten lässt. Und Emi kann beruhigt in die Zukunft zurückreisen.
Am Ende des Films sieht man allerdings, dass Godzilla den Absturz überlebt hat.

## Hintergrund
Angesetzt für den 50. Geburtstag der Tōhō-Studios, war das ursprüngliche Konzept für den Film ähnlich wie das zum Film Die Rückkehr des King Kong (1962), in dem Godzilla gegen King Kong antritt. Die veranschlagten Kosten für die Umsetzung des King-Kong-Charakters erwiesen sich allerdings mit etwa neun Millionen US-Dollar als zu teuer, sodass Tōhō Godzilla gegen Mechani-Kong antreten lassen wollte, den Charakter, gegen den King Kong in King Kong – Frankensteins Sohn (1967) kämpft. Nachdem die Produktionsfirma Turner Entertainment aber bemängelte, dass sich Mechani-Kong und King Kong zu sehr ähnelten, belebte Tōhō stattdessen Godzillas Gegenspieler King Ghidorah.

## Rezeption
Das Budget für diesen Film betrug 2,7 Millionen US-Dollar, das Einspielergebnis war rund 11 Millionen US-Dollar.

### Kontroverse
Godzilla – Duell der Megasaurier wurde einer der umstrittensten Filme des Godzilla-Franchise. Kurz nachdem der Film in Japan veröffentlicht wurde, unterstellte eine längere Dokumentation eines US-amerikanischen Nachrichtenkanals dem Film antiamerikanische Stimmungen. Dabei wurden vor allem Szenen kritisiert, in denen US-Soldaten von Godzilla getötet werden. Debattiert wurde außerdem, dass feindlich gesinnte, westliche Menschen aus der Zukunft kommen. Regisseur Kazuki Omori verteidigte seinen Film, indem er argumentierte, der Film sei nicht gedacht, um antiamerikanische Stimmung zu verbreiten. Die ökonomischen Spannungen zwischen Ost und West waren damals auf einem hohen Level, sodass diese Auseinandersetzung zusätzlich Nährboden fand.

### Kritiken
Der Film bekam sehr gemischte Kritik, so bewerten Kritiker auf der Webseite Rotten Tomatoes den Film zu 56 Prozent positiv. Ein besseres Ergebnis konnte der Film beim Publikum erzielen, dort fanden 64 Prozent den Film gut.

„Mit haarsträubenden Ungereimtheiten der Handlung und nationalistischen Untertönen verbreitet das naive Kampfspektakel vorwiegend Langeweile und läßt den naiven Charme früherer ‚Godzilla‘-Filme vermissen.“

„Einer der besten Godzillas.“